# كارلوس ماركيز ستيرلينغ
كارلوس ماركيز ستيرلينغ هو صحفي ومحامي كوبي، ولد في 8 سبتمبر 1898، وتوفي في 3 مايو 1991 في ميامي في الولايات المتحدة.